# American Soldier
| 전문가 평가          | 전문가 평가 |
| 평가 점수            | 평가 점수   |
| 출처                 | 점수        |
| -------------------- | ----------- |
| Allmusic             | [ 1 ]       |
| antiMusic            | [ 2 ]       |
| Consequence of Sound | [ 3 ]       |
| Melodic.net          | [ 4 ]       |
| Record Collector     | [ 5 ]       |
| Sputnikmusic         | [ 6 ]       |

《American Soldier》는 미국의 헤비 메탈 밴드 퀸스라이크의 열한 번째 스튜디오 음반이며, 2009년 3월 31일에 발매된 콘셉트 음반이다. 이 음반은 빌보드 200 차트에서 25위로 데뷔했다. 제목에서 알 수 있듯이, 《American Soldier》는 미군에서 복무했거나 복무한 사람들의 삶과 경험을 중심으로 전개된다.
마이크 스톤이 탈퇴한 후, 이 음반은 퀸스라이크가 4인조로 완전하게 녹음한 첫 번째 음반이었다. 이 음반은 또한 창립 기타리스트 마이클 윌튼이 단 한 장의 작사, 작곡 크레딧도 받지 못하는 이 밴드의 첫 번째 오리지널 음반이기도 하다.

## 배경
《American Soldier》의 노래들에 나오는 서정적인 내용들은 직접적인 관점에서 전쟁 이야기를 들려준다. 이 음반은 퀸스라이크의 2006년 음반 《Operation: Mindcrime II》를 프로듀싱하고 공동 작곡하기도 한 제이슨 슬레이터가 프로듀싱을 맡았고, 퀸스라이크의 기타리스트이자 프로듀서였던 켈리 그레이가 1998년부터 2001년까지 작업했다. 이 음반은 2008년 9개월에 걸쳐 녹음되었다.
이 음반은 제프 테이트와 그의 딸 에밀리 사이의 특별히 개인적인 듀엣곡을 포함하고 있다. 〈Home Again〉이라는 제목의 이 노래는 아버지가 오랜 시간을 보낸 후 가족의 곁으로 돌아오는 것에 초점을 맞추고 있다. 이 주제는 순회 음악가로서의 테이트의 삶과 군 복무를 하는 사람의 삶을 모두 반영하고 있다.
테이트는 자신의 아버지를 포함하여 제2차 세계 대전부터 이라크 전쟁까지 미국이 관련된 모든 분쟁에 참전한 참전 용사들을 인터뷰하고 그들의 이야기를 수집하는 데 몇 년을 보냈다.

## 곡 목록
모든 곡들은 특별한 언급이 없는 한 제이슨 슬레이터와 제프 테이트에 의해 작사/작곡하였다.
| #   | 제목                   | 작사·작곡                                  | 재생 시간 |
| --- | ---------------------- | ------------------------------------------ | --------- |
| 1.  | 〈Sliver〉             |                                            | 3:09      |
| 2.  | 〈Unafraid〉           |                                            | 4:47      |
| 3.  | 〈Hundred Mile Stare〉 | 켈리 그레이, 테이트                        | 4:31      |
| 4.  | 〈At 30,000 ft〉       |                                            | 5:11      |
| 5.  | 〈A Dead Man's Words〉 |                                            | 6:35      |
| 6.  | 〈The Killer〉         |                                            | 5:26      |
| 7.  | 〈Middle of Hell〉     | 그레이, 데이먼 존슨, 스콧 로큰필드, 테이트 | 5:28      |
| 8.  | 〈If I Were King〉     |                                            | 5:17      |
| 9.  | 〈Man Down!〉          | 그레이, 테이트                             | 4:57      |
| 10. | 〈Remember Me〉        |                                            | 5:00      |
| 11. | 〈Home Again〉         | 그레이, 존슨, 로큰필드, 테이트             | 4:41      |
| 12. | 〈The Voice〉          |                                            | 5:29      |